# Acanthaclisis mesopotamica
Acanthaclisis mesopotamica is een insect uit de familie van de mierenleeuwen (Myrmeleontidae), die tot de orde netvleugeligen (Neuroptera) behoort. 
Acanthaclisis mesopotamica is voor het eerst wetenschappelijk beschreven door Hölzel in 1972.